# Княжество Бриансон
Княжество Бриансон (фр. Principauté du Briançonnais) — историческое государство, которое представляет собой конфедерацию горных кантонов, которые были частью Дофине и пользовались особым статусом, вытекающим из Дофинской хартии подписанной 29 мая 1343 года. Также это государство известно как Великая Хартия (фр. Grande Charte) или Конфедерация Эскартонов (фр. Confédération des Escartons). Также иногда встречается название «Республика» Эскартонов, которое на самом деле является интерполяцией XIX века и не имеет исторической подлинности.
В настоящее время эти территории разделены между французским департаментом Верхние Альпы и итальянскими провинциями Турин и Кунео.

## История
В 1244 году граф Гиг VII даровал жителям Бриансона Хартию Свобод, которая, однако, была подтверждена только 29 мая 1343 года в Бовуар-ан-Руаян дофином Умберто II Старшим. Который подписал её вместе с 18 представителями альпийских долин Бриансонне, Улькс, Кастельдельфино, Валь Чизоне, Кейрас.
Грамота с закрепленными в ней правами была впоследствии подтверждена патентными грамотами всеми королями Франции, начиная от Карла V до Людовика XVI (после Утрехтского договора, на части территории, оставшейся во владении Франции).

## Описание
Территория хоть и не очень большая, но насчитывала более сорока тысяч жителей. Каждый год главы кантонов, составлявших конфедерацию, собирались на совет, чтобы избрать консула.